# Orvosi kálmos
Az orvosi kálmos (Acorus calamus L.), a kálmosvirágúak rendjének egyetlen családjába és egyetlen nemzetségébe tartozó évelő vízinövény. Régebben a kontyvirágfélék (Araceae) családjába sorolták. Más nevei: bécsi sás, kígyófű, büdössás.
DK-Ázsiából származik. 1574-ben hozták Konstantinápolyból Bécsbe, majd innen terjedt el hazánkban is, főként szerzetesek és barátok közvetítésével, akik gyógyhatása miatt termesztették. A növények később kivadultak, mára pedig a magyar flóra szerves részévé váltak. A kiszáradó termőhelyek miatt állománya veszélyeztetetté vált. Magyarországon védett növény.

## Elterjedés, élőhely
Az egész északi féltekén megtalálható tavakban, mocsaras helyeken, állóvizek partjain. Hazája Kelet- és Délkelet-Ázsia. Magyarországon többek közt a Jászság területén él.

## Leírás
Gyöktörzse (calami rhizoma) kúszó, elágazó, kellemes illatú, kesernyésen fűszeres izű. Levelei a gyöktörzs felső részéből erednek, alakjuk hosszú szálas kard alakú. Virágzata sok apró virág alkotta 5–9 cm-es torzsavirágzat, május-júniusban virágzik. Termése sokmagvú három rekeszes tok. Hazánkban nem hoz termést.
Létezik dísznövénynek nemesített tarka levelű változata, az Acoras calamus 'Variegatus'.

## Felhasználása
A növény fogyasztása nem javasolt, ugyanis azaront tartalmaz, amelynek májkárosító, sőt génkárosító hatásai vannak. Emiatt szerepel az OGYÉI tiltólistáján is.

### Hatóanyagai
Trimethylamint, acorint, cholint, kálmus csersavat, keserű és nyálkaanyagot, illóolajat, keményítőt tartalmaz.
Drogja gyöktörzse, hámozva, hámozatlanul, porítva kerül forgalomba. Gyöktörzséből illóolajat (Aetheroleum calami) is előállítanak. Szeszes kivonat is készül belőle.
Egyes gyümölcsleveseknél, gyümölcs-salátáknál, de legfőként borok, likőrök és pálinkák fűszerezésére használják.  Különböző teakeverékekben gyomorsav-termelést szabályozó, étvágyjavító, emésztést serkentő,  nyugtató hatását hasznosítják.

### Gyógyhatásai
Kitűnő étvágygerjesztő, idegerősítő, vértisztító, gyomorerősítő. Kenőcsök alkotórészeként és gyógyfürdőkben reuma kezelésére használják, gyógyfürdőben idegerősítőnek is hatásos.
Tüdőbaj, fagydaganatok és fagyások, gyerekek lisztérzékenységének gyógyítására is használják. Segít a dohányzás leszokásában, naponta 1-2 szem gyökeret kell lassan elrágni.
A kínai és indiai gyógyászat szélesebb körben régóta használja.

### Tea készítése
Teája hidegáztatással készül. Egy csapott kávéskanál darabolt gyökeret 2,5 dl hideg vízbe éjszakára beáztatunk, reggel meglangyosítjuk és leszűrjük. Fogyasztása étkezés előtt és után 1-1 korty. Naponta maximum 6 korty. Ennél nagyobb mennyiség fogyasztása tilos! 
Fürdő készítésénél 100 gramm gyökeret be kell áztatni éjszakára hideg vízbe, másnap felforralni, majd langyosra hűteni és húsz percig áztatni benne a beteg testrészt. Többször is felmelegíthetjük és használhatjuk.

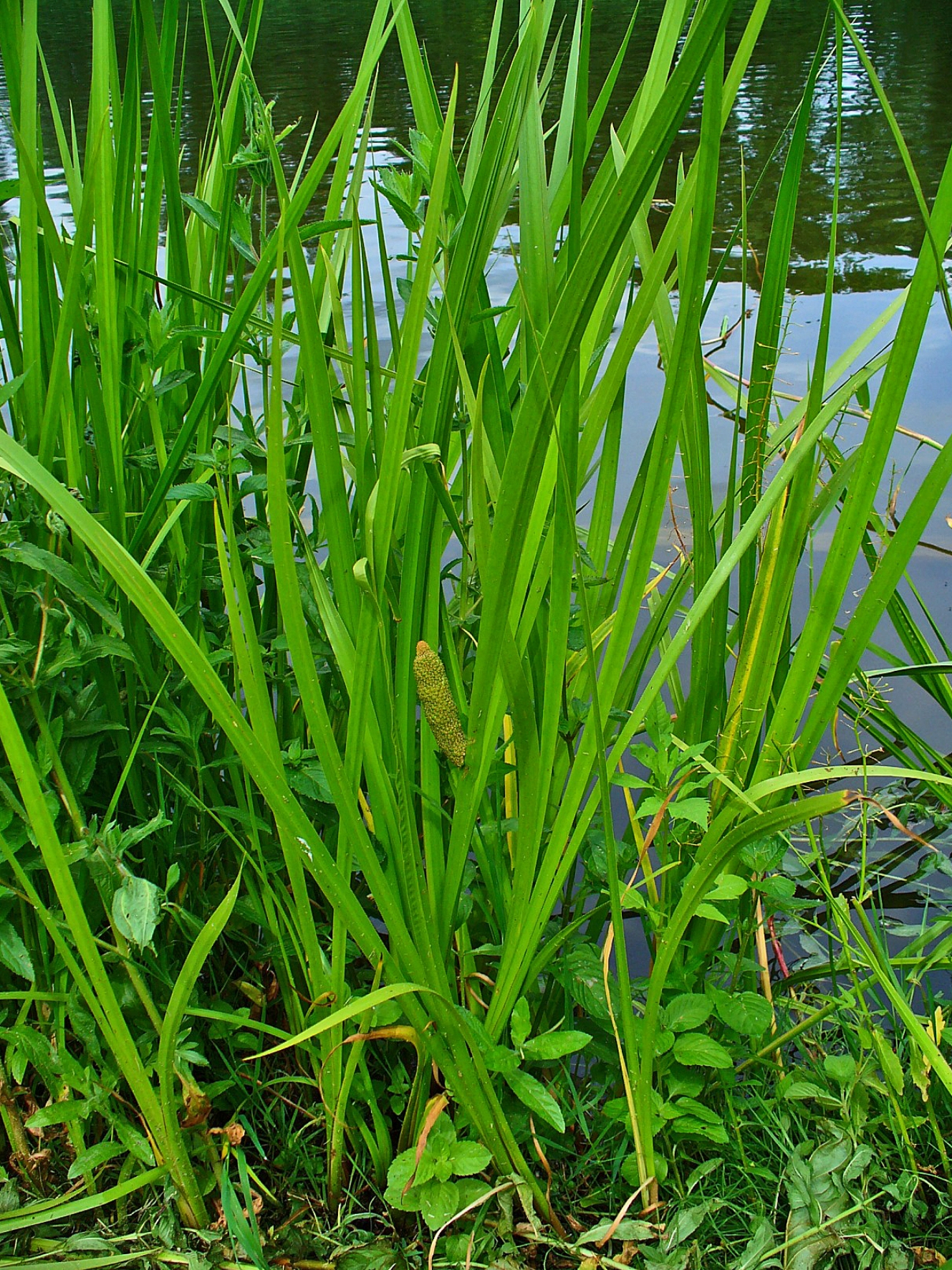
Természetes élőhelyén
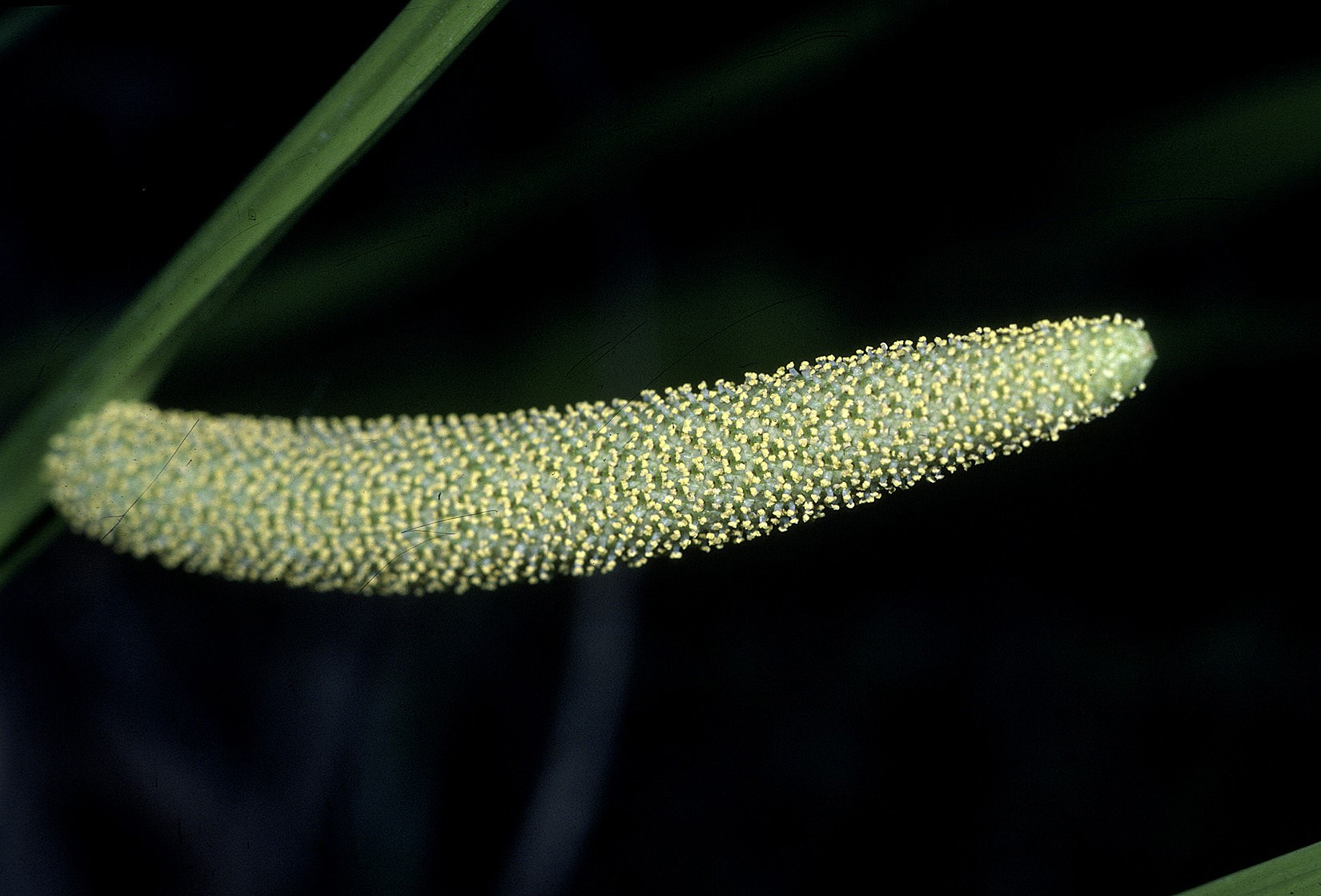
Orvosi kálmos torzsavirágzata
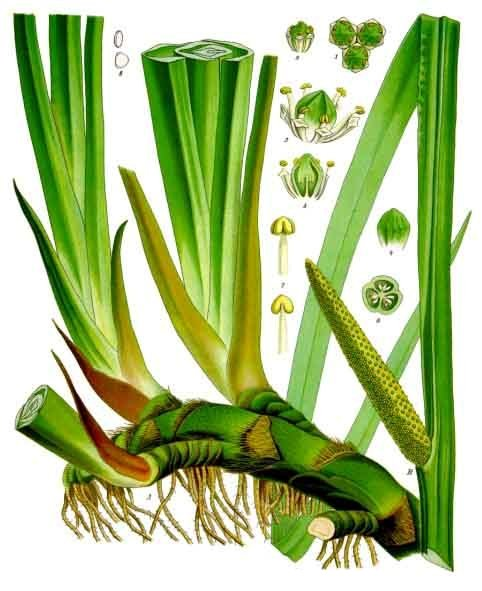
Orvosi kálmos

## Külső  hivatkozások
- Gyógynövényhatározó - Orvosi kálmos
- Kínai medicina - Orvosi kálmos
- Timcsigyógynövény - Orvosi kálmos
- Kert - Orvosi kálmos
- Házipatika - Orvosi kálmos
- Egzotikus dísznövények- Orvosi kálmos
- Natursziget - Orvosi kálmos
- Képek
- USDA